# Sangiaccato di Prevesa
Il Sangiaccato di Prevesa (o Preveza, in turco ottomano Liva-i Preveze, in greco Σαντζάκι Πρεβέζης?) era una provincia ottomana di secondo livello (sangiaccato/sanjak o liva) centrata sulla città di Prevesa (Preveza) nell'Epiro meridionale, oggi parte della Grecia.

## Storia
Prevesa era stata un possedimento veneziano fino al 1797, come parte delle Isole Ionie veneziane, fino all'occupazione dei francesi. Ali Pascià di Giannina conquistò la città nel 1798, e la rese parte del suo dominio semi-autonomo fino alla sua caduta nel 1820.
Da allora in poi Prevesa rimase parte del sangiaccato di Giannina. Appare per la prima volta nel salname (annuario provinciale) del 1863 come sangiaccato separato dell'Eyalet di Giannina, sebbene nell'anno successivo sia registrato come un distretto di Tirhala. Nel 1867, unito al sangiaccato di Narda (Arta), il nuovo sangiaccato di Prevesa entrò a far parte del Vilayet di Giannina. La regione di Arta fu ceduta alla Grecia nel 1881 e la restante provincia sopravvisse fino alla conquista dell'esercito greco durante la prima guerra balcanica del 1912-1913.
Nel 1912 comprendeva due kaza (distretti): Preveza stessa e Louros. L'esercito greco occupò l'area durante la prima guerra balcanica, ma l'amministrazione e i funzionari locali rimasero in carica per un certo periodo, fino alla creazione della Prefettura di Prevesa con regio decreto del 3/16 marzo 1915. Le kaza furono chiamate "sub-governatorati" (υποδιοικήσεις), poste sotto commissari governativi (διοικητικοί επίτροποι) nominati dal governatore generale dell'Epiro a Giannina. In quel periodo la kaza di Margariti venne fusa con la kaza di Prevesa.